# بودي جو هوكر
بودي جو هوكر (بالإنجليزية: Buddy Joe Hooker)‏ هو ممثل أمريكي، ولد في 30 مايو 1942 في الولايات المتحدة.

## وصلات خارجية
- بودي جو هوكر على موقع IMDb (الإنجليزية)
- بودي جو هوكر على موقع ألو سيني (الفرنسية)
- بودي جو هوكر على موقع أول موفي (الإنجليزية)
- بودي جو هوكر على موقع قاعدة بيانات الأفلام السويدية (السويدية)
- بودي جو هوكر على موقع قاعدة بيانات الفيلم (الإنجليزية)
- بودي جو هوكر على موقع كينوبويسك (الروسية)
- بودي جو هوكر على موقع كينوبويسك (الروسية)